# フリオ・メニコーニ
フリオ・メニコーニ (Furio Meniconi、1924年2月24日 - 1981年12月12日)  は、1950年代から1970年代末に数多くの娯楽映画に出演したイタリアの助演男優。メン・フリーの変名も用いる。

## 来歴
バッド・スペンサーを一回り小さくした様な髭面で、粗野な風貌の役柄が目立つ。初めはペプラム物に多く出演し、1959年のハリウッド大作『ベン・ハー』や1963年の『クレオパトラ』、1965年の『華麗なる激情』にもエキストラに近い端役で顔を出した。折からのマカロニウエスタン時代には善悪を問わず、たくさんの作品に登場した。この時期には1967年の『ゴーストタウンの番外地』（未公開）に於ける主役一味が知られる。生涯を通して大部屋俳優的な扱いで、クレジットに名の無い作品が少なくない。他には1966年の『真昼の一匹狼』『さいはての用心棒』、1967年の『荒野の一つ星』『必殺の二挺拳銃』、1968年の『虹に立つガンマン』（未公開）、1971年の『夕陽のギャングたち』『荒野の無頼漢』『ザ・アウトロー/風来坊2』（未公開）、『精霊と呼ばれた男』（未ソフト化）、『墓場と呼ばれた男』（未ソフト化）、1972年の『自転車紳士西部を行く』『怒りのガンマン/銀山の大虐殺』（いずれも未公開）、1973年の『増える賞金、死体の山』（未公開）、1975年の『ミスター・ノーボディ2』（未公開）など多数。